# 巴山过路黄
巴山过路黄（学名：Lysimachia hypericoides）是报春花科珍珠菜属的植物，为中国的特有植物。分布在中国大陆的贵州、湖北、四川等地，生长于海拔1,700米至2,200米的地区，多生长在山坡草丛中，目前尚未由人工引种栽培。

## 形态特征

### 茎
茎通常数条簇生，高15-30厘米，钝四棱形，密被褐色短柔毛，通常中上部有分枝。

### 叶
叶对生，在茎端偶有互生，无柄，位于茎中上部的较大，卵状椭圆形至长圆状披针形，长3-6厘米，宽1-1.8厘米，先端稍钝或渐尖，基部近圆形或阔楔形，两面均有粒状腺点，初被稍密的小刚毛，老时近于无毛，侧脉4-5对，网脉不明显；茎中部叶卵形，向茎基部渐次缩小成圆形或呈鳞片状，先端钝，基部半抱茎。

### 花
花单生于茎中上部叶腋或在茎端稍密聚；花梗长5-20毫米；花萼长约5毫米，分裂近达基部，裂片线状披针形，宽约1毫米，背面被短柔毛，中肋显著；花冠黄色，辐状，直径1-1.5厘米，基部合生约1毫米，裂片倒卵状椭圆形，长约5毫米，宽3-4毫米，先端圆形；花丝基部合生成高约0.5毫米的环，分离部分长约2毫米；花药线形，长1-1.5毫米；花粉粒具3孔沟，长球形 (25-27×20-22.5微米）表面具网状纹饰；子房卵珠形，花柱长约3毫米。

### 果
蒴果近球形，直径约3毫米，褐色。

## 生长环境
生于山坡草丛中，海拔1700-2200米

## 分布范围
产于四川东部、湖北西北和贵州北部